# Guido Bentivoglio d'Aragona
Guido kardinal Bentivoglio d'Aragona, italijanski rimskokatoliški duhovnik, škof in kardinal, * 4. oktober 1577, Ferrara, † 7. september 1644.

## Življenjepis
14. maja 1607 je bil imenovan za naslovnega nadškofa Colossae na Rodosu; 27. maja istega leta je prejel škofovsko posvečenje.
11. januarja 1621 je bil povzdignjen v kardinala in 17. maja istega leta imenovan za kardinal-duhovnika S. Giovanni a Porta Latina.
Pozneje je bil imenovan še na tri kardinal-duhovniške položaje: S. Maria del Popolo (26. oktober 1622), S. Prassede (7. maj 1635) in baziliko svete Marije v Trasteveru (28. marec 1639).
Med 11. julijem 1622 in 16. oktobra 1625 je bil škofa Rieza.
1. julija 1641 je bil imenovan za kardinal-škofa Palestrine.